# Shravana laminata
Shravana laminata är en spindeldjursart som först beskrevs av With 1906.  Shravana laminata ingår i släktet Shravana och familjen Ideoroncidae. Inga underarter finns listade i Catalogue of Life.